# RC článek

Sériový RC-článek
V_{in} = vstupní napětí,
V_{R} = napětí na odporu R,
V_{C} = napětí na kondenzátoru C

RC článek (z angl. zkratek R = resistor, odpor a C = capacitor, kondenzátor) je lineární a pasivní elektrický obvod složený z odporů (rezistorů) a kondenzátorů, jímž se elektrický signál mění v závislosti na jeho kmitočtu. Užívá se zejména jako frekvenční filtr, například horní nebo dolní propust.

## Funkce
Je-li kondenzátor C vybitý a na vstup se přivede napětí V, začne se kondenzátor nabíjet. Rychlost nabíjení závisí na velikosti odporu R a kapacity C, takže jeho časovou konstantu lze vyjádřit jako
{\displaystyle \tau \ =\ RC} 

Z toho pak plyne, že frekvence nižší než {\displaystyle 1 \over \tau } článek příliš neovlivní, kdežto pro frekvence vyšší představuje stále větší impedanci. Složitější zapojení mohou působit jako pásmová propust, která zeslabuje jak nižší, tak vyšší frekvence.

## RC oscilátor
RC oscilátor je zpětnovazební oscilátor, jehož zpětnovazební větev tvoří právě RC článek. Je to konstrukčně nejjednodušší typ zpětnovazebního oscilátoru, neboť se obejde bez cívek, používá se však spíše pro nižší kmitočty a není příliš stabilní.